# 阿斯普蘭島

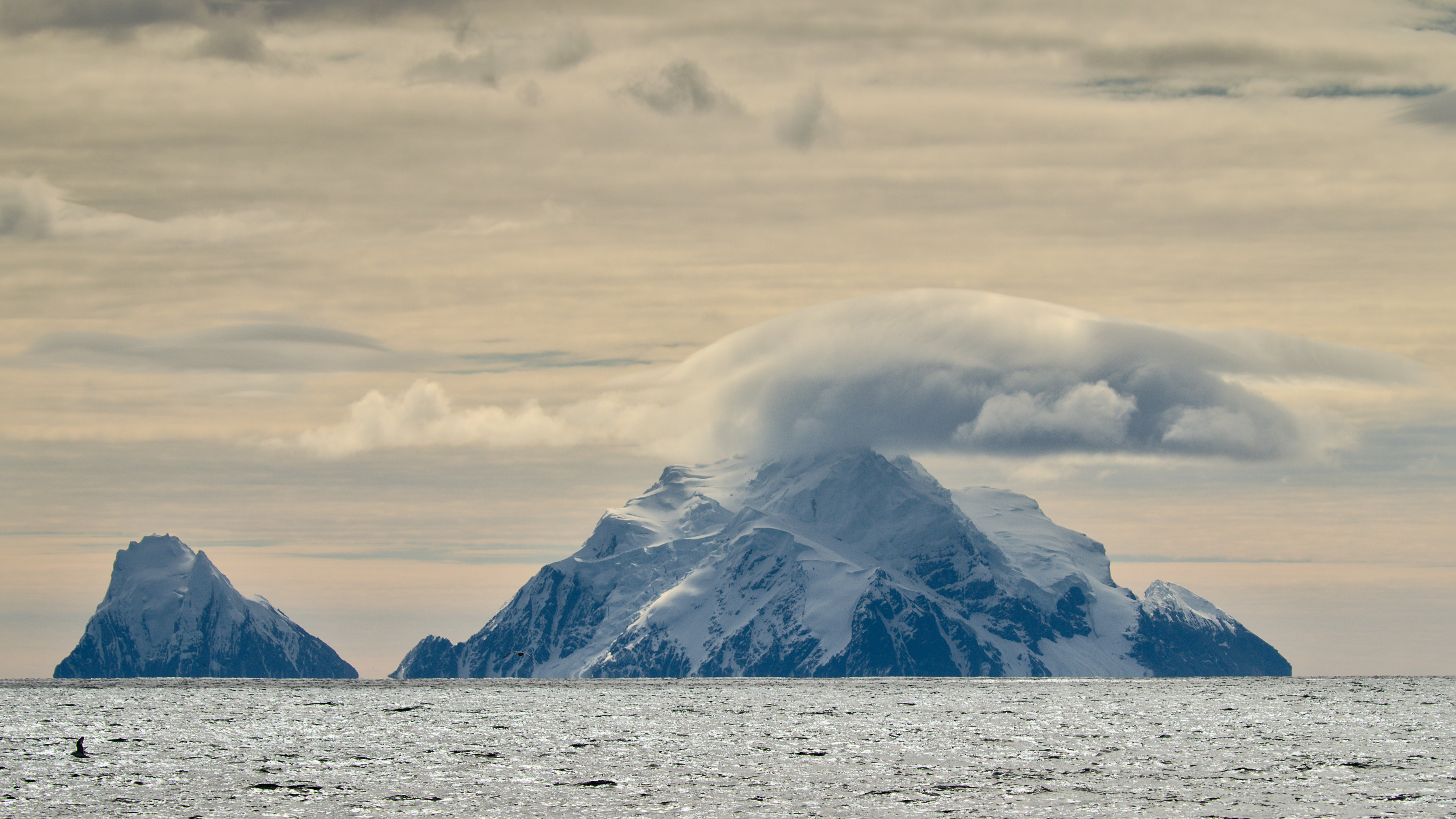
阿斯普兰岛

61°28′S 55°55′W / 61.467°S 55.917°W
阿斯普蘭島（英語：Aspland Island），是南極洲的島嶼，位於吉布斯島以西6公里，屬於維多利亞地的一部分，名稱可至少追溯至1821年，被國際鳥盟列為重點鳥區，是南極企鵝的棲息地，現時由南極條約體系管理。